# Illicium
Illicium L. è un genere di piante angiosperme della famiglia Schisandraceae che comprende circa 40 specie distribuite delle zone tropicali e sub-tropicali del Sud-est asiatico, del Nord America e dei Caraibi.
Sono piccoli arbusti sempreverdi produttori di oli essenziali. Alcune specie sono coltivate anche come piante ornamentali.

## Tassonomia
Nel sistema Cronquist questo genere era classificato in una famiglia a sé, Illiciaceae A.C.Sm., che è stata incorporata in Schisandraceae sin dalla classificazione APG III del 2009.
Il genere comprende le seguenti specie:
- Illicium angustisepalum A.C.Sm.
- Illicium anisatum L.
- Illicium arborescens Hayata
- Illicium brevistylum A.C.Sm.
- Illicium burmanicum E.H.Wilson
- Illicium cubense A.C.Sm.
- Illicium difengpi B.N.Chang
- Illicium dunnianum Tutcher
- Illicium ekmanii A.C.Sm.
- Illicium floridanum J.Ellis
- Illicium griffithii Hook.f. & Thomson
- Illicium guajaibonense (Imkhan.) Judd & J.R.Abbott
- Illicium henryi Diels
- Illicium hottense A.Guerrero, Judd & A.B.Morris
- Illicium jiadifengpi B.N.Chang
- Illicium lanceolatum A.C.Sm.
- Illicium leiophyllum A.C.Sm.
- Illicium macranthum A.C.Sm.
- Illicium majus Hook.f. & Thomson
- Illicium merrillianum A.C.Sm.
- Illicium micranthum Dunn
- Illicium modestum A.C.Sm.
- Illicium pachyphyllum A.C.Sm.
- Illicium parviflorum Michx. ex Vent.
- Illicium parvifolium Merr.
- Illicium petelotii A.C.Sm.
- Illicium philippinense Merr.
- Illicium ridleyanum A.C.Sm.
- Illicium simonsii Maxim.
- Illicium stapfii Merr.
- Illicium sumatranum A.C.Sm.
- Illicium tashiroi Maxim.
- Illicium tenuifolium (Ridl.) A.C.Sm.
- Illicium ternstroemioides A.C.Sm.
- Illicium tsaii A.C.Sm.
- Illicium verum Hook.f.
- Illicium wardii A.C.Sm.